# 新布雷西亚
新布雷西亚是巴西南大河州的一个市镇。总面积102.183平方公里，总人口3162人，人口密度30.9人/平方公里。